# Metropolitana di Bucarest
La metropolitana di Bucarest (in romeno Metroul din Bucureşti) è il più veloce ed utilizzato mezzo di trasporto pubblico, per collegare quartieri lontani della capitale della Romania. La rete è gestita dalla società Metrorex, separata dalla rete di superficie gestita dalla STB.
La rete è composta da cinque linee identificate con numeri preceduti dalla M e colori diversi per un totale di 79,1 chilometri di tracciato. Dispone di 64 stazioni, di cui 62 sotterranee e 2 di superficie, delle quali 7 di interscambio tra più linee e 2 di scambio con le ferrovia.
La maggior parte delle stazioni dispone di ascensori, percorsi tattili e mappe braille.

## Rete
La rete metropolitana si compone attualmente di cinque linee:
| Linea  | Percorso                   | Inaugurazione | Ultima estensione | Lunghezza | Stazioni |
| ------ | -------------------------- | ------------- | ----------------- | --------- | -------- |
|        | Dristor ↔ Pantelimon       | 1979          | 1990              | 31 km     | 22       |
|        | Pipera ↔ Tudor Arghezi     | 1986          | 2023              | 20,3 km   | 15       |
|        | Preciziei ↔ Anghel Saligny | 1983          | 2008              | 22,2 km   | 16       |
|        | Gara de Nord ↔ Străulești  | 2000          | 2017              | 7,4 km    | 8        |
|        | Râul Doamnei ↔ Eroilor     | 2020          | N.D.              | 6,9 km    | 10       |
| Totale | Totale                     | Totale        | Totale            | 87,8 km   | 64       |

In totale, la rete è lunga circa 80 km. Le linee M3 e M4 condividono parzialmente il tracciato con la linea M1, nel caso della M3 utilizzando anche gli stessi binari.
L'intera rete viaggia in sotterranea, ad eccezione del tratto tra Dimitrie Leonida e Tudor Arghezi al capolinea dud della linea M2.
I depositi della rete sono quattro, due in superficie, Berceni e Preciziei, e due sottoterra, Petrache Poenaru e Pantelimon, più due punti di ricovero alle stazioni Gara de Nord e Eroilor.
La rete è connessa con le ferrovie rumene in due punti di scambio, Tudor Arghezi e Petrache Poenaru. Le due reti utilizzano lo stesso scartamento (1.435 mm) e sagoma una elettrificazione diversa (la metropolitana è alimentata a 750 V DC mentre le ferrovie rumene sono alimentate a 25 kV 50 Hz AC).
Le linee attualmente in esercizio sono 5, di cui una in fase di prolungamento, e una in costruzione.

## Storia

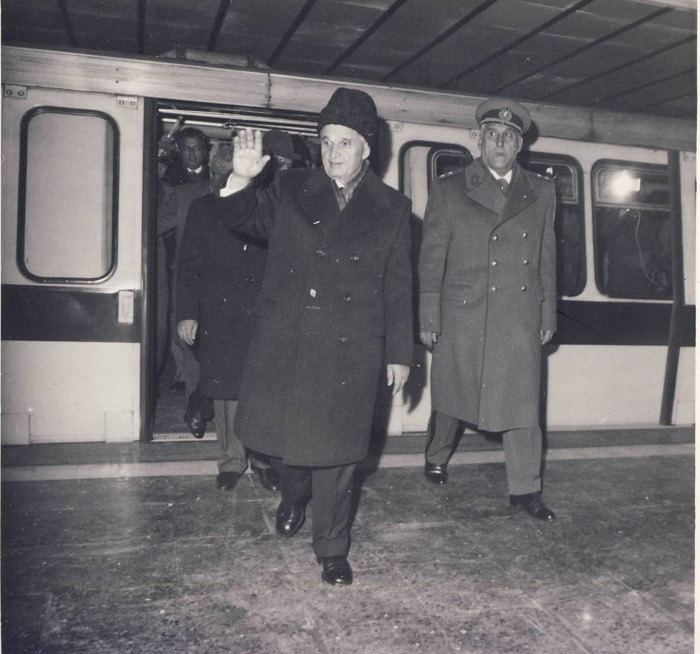
Nicolae Ceaușescu all'inaugurazione dell'estensione della linea M1, il 28 dicembre 1981.

I primi piani per la costruzione di una metropolitana a Bucarest risalgono agli anni trenta, redatti insieme ai piani generali di ammodernamento della città.
Gli amministratori locali affidarono il compito di progettare e costruire un sistema di metropolitane alla Metropitanul S.p.A., con l'inizio dei lavori previsti entro i primi anni quaranta.
Lo scoppio della seconda guerra mondiale, seguita da periodi di forti tensioni politiche come l'instaurazione del regime fascista di Antonescu, fece abbandonare tutti i piani.
Dagli anni settanta il trasporto pubblico non era più adeguato a causa del rapido sviluppo urbano della città. Una commissione è stata istituita per cercare di porre rimedio, e nella sua conclusione, ha sottolineato la necessità di un sistema di trasporto sotterraneo che sarebbe diventato la metropolitana di Bucarest.
La rete non è stata costruita negli stessi stili dell'Europa orientale. Prima di tutto la progettazione delle stazioni era semplice, di design moderno, senza eccessive aggiunte, come mosaici o sfarzose decorazioni.
I convogli utilizzati inizialmente (ASTRA ARAD) sono stati tutti costruiti in Romania, senza seguire lo stile orientale per la costruzione dei treni.

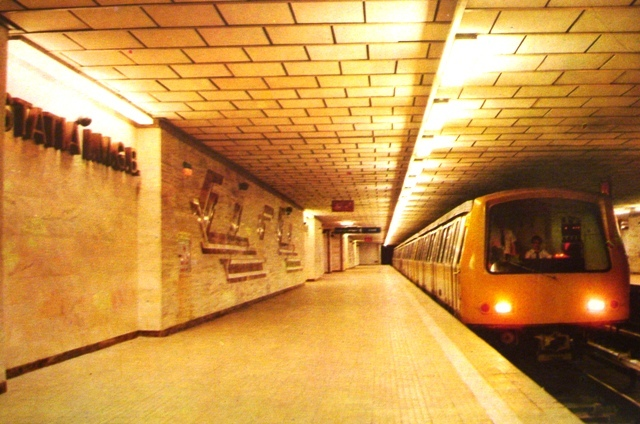
Un treno ASTRA IVA nella stazione IMGB, in seguito denominata Dimitrie Leonida

Ogni stazione solitamente è decorata con un determinato colore (bianco - in Piaţa Unirii, Universitate, Piaţa Victoriei, Politehnica, Lujerului; azzurro in Obor, Gara de Nord; arancione - in Tineretului).
Nessuna stazione è stata costruita per apparire esattamente come le altre.
Molte stazioni sono state costruite con poca illuminazione a causa delle politiche di risparmio energetico degli anni ottanta, successivamente ammodernate per cercare di risolvere il problema.
La prima linea, la M1, è stata inaugurata il 16 novembre 1979, con il percorso che va da Timpuri Noi a Semănătoarea (ora Petrache Poenaru), per un totale di 8,63 km con 6 stazioni. Successivamente sono entrate in esercizio:
- Dicembre 1981: M1/M3 Timpuri Noi - Republica; 10,1 km, 6 stazioni
- Agosto 1983: M3 Eroilor - Industriilor (ora Preciziei); 8,6 km, 5 stazioni. La stazione Gorjului è stata aperta nel 1991
- Dicembre 1984: M1 Semănătoarea (ora Petrache Poenaru) - Crângaşi; 0,9 km, 1 stazione
- Gennaio 1986: M2 Piata Unirii - Depoul IMGB (ora Berceni); 9,9 km, 8 stazioni
- Ottobre 1987: M1 Crângaşi - Gara de Nord; 2,8 km, 2 stazioni. La stazione Basarab è stata aperta nel 1990.
- Agosto 1989: M1 Gara de Nord - Dristor 2; 7,8 km, 6 stazioni
- Gennaio 1990: M1/M3 Republica - Pantelimon; 1,43 km, 1 stazioni (binario unico)
- Marzo 2000: M4 Gara de Nord - 1 Mai; 3,6 km, 4 stazioni
- Novembre 2008: M3 Nicolae Grigorescu - Linia de centura (ora Anghel Saligny), 4 stazioni. Investimento 145 milioni di euro.
- 1º luglio 2011: M4 Jiului - Parc Bazilescu 2,62 km, 2 stazioni
- 31 marzo 2017: M4 Parc Bazilescu - Străulești 1,6 km, 2 stazioni
- 15 settembre 2020: M5 Râul Doamnei - Eroilor 6,2 km, 9 stazioni
- 15 novembre 2023: M2 Berceni - Tudor Arghezi 1,6 km, 1 stazione

Nel corso del 2023 tutte le stazioni stanno progressivamente ricevendo l'installazione di elementi di segnaletica e pannelli informativi in braille dedicati alle persone con disabilità visive.

## Linee
Linea M1 

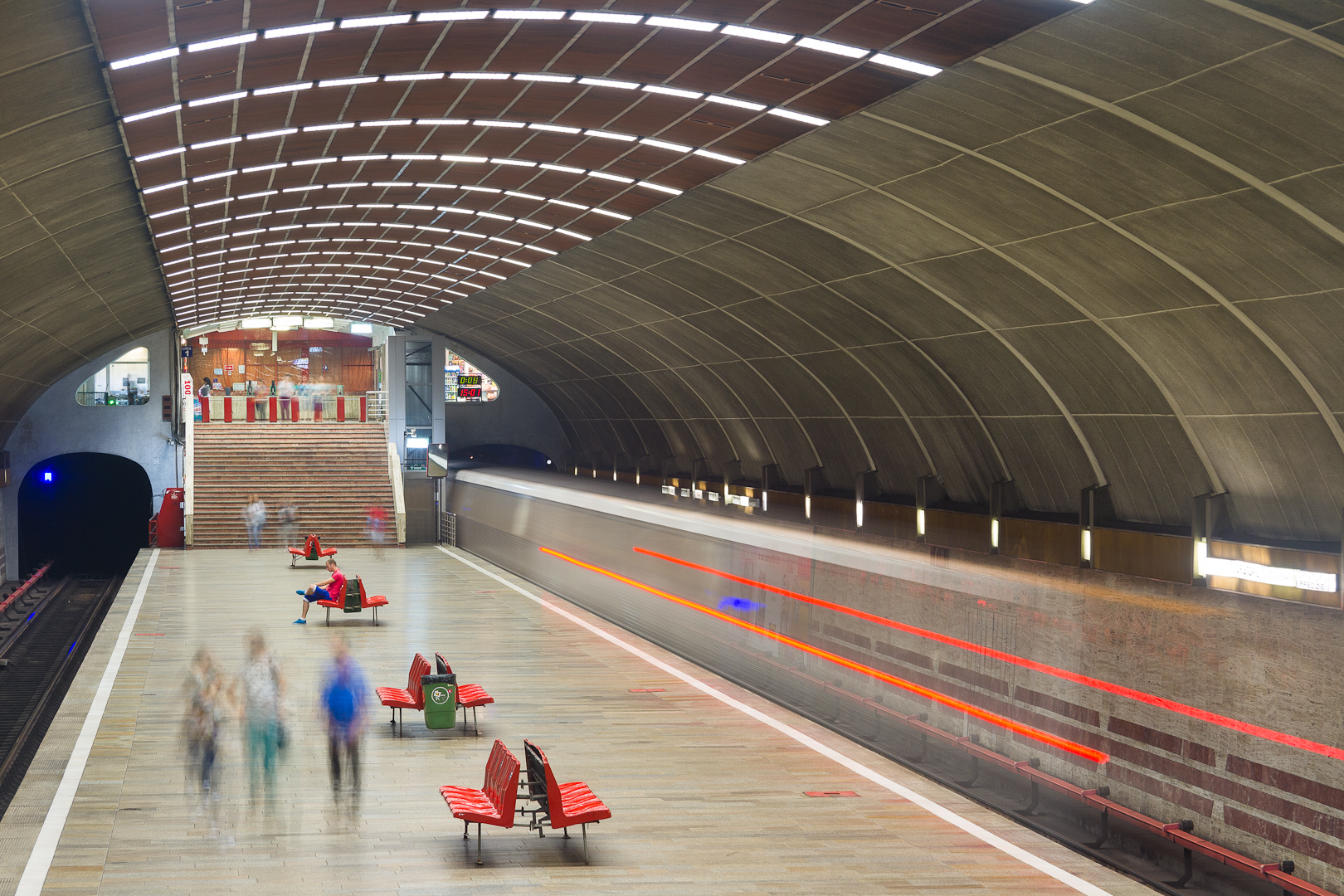
La stazione Titan sulla linea M1

Dristor 2 ↔ Piaţa Muncii ↔ Iancului ↔ Obor ↔ Ștefan cel Mare ↔ Piaţa Victoriei [M2] ↔ Gara de Nord [M4] ↔ Basarab [M4] ↔ Crângaşi ↔ Petrache Poenaru ↔ Grozăveşti ↔ Eroilor [M3] ↔ Izvor ↔ Piaţa Unirii 1 [M2] ↔ Timpuri Noi ↔ Mihai Bravu ↔ Dristor 1 ↔ Nicolae Grigorescu [M3] ↔ Titan ↔ Costin Georgian ↔ Republica ↔ Pantelimon.
 Linea M2 

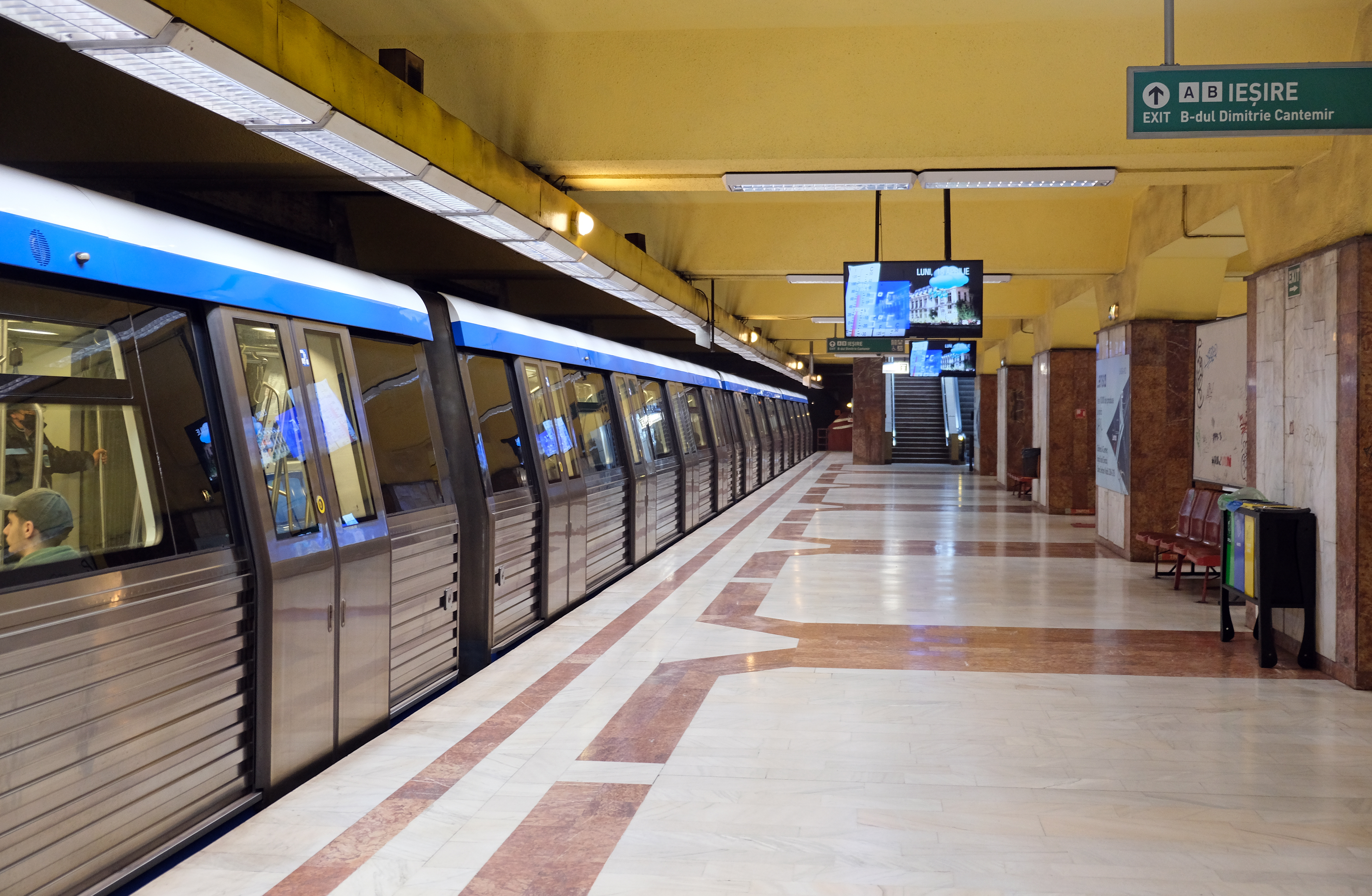
Stazione Tineretului sulla linea M2

Pipera ↔ Aurel Vlaicu ↔ Aviatorilor ↔ Piaţa Victoriei [M1] ↔ Piaţa Romană ↔ Universitate ↔ Piaţa Unirii 2 [M1] [M3] ↔ Tineretului ↔ Eroii Revoluţiei ↔ Constantin Brâncoveanu ↔ Piaţa Sudului ↔ Apărătorii Patriei ↔ Dimitrie Leonida ↔ Berceni ↔ Tudor Arghezi
 Linea M3 

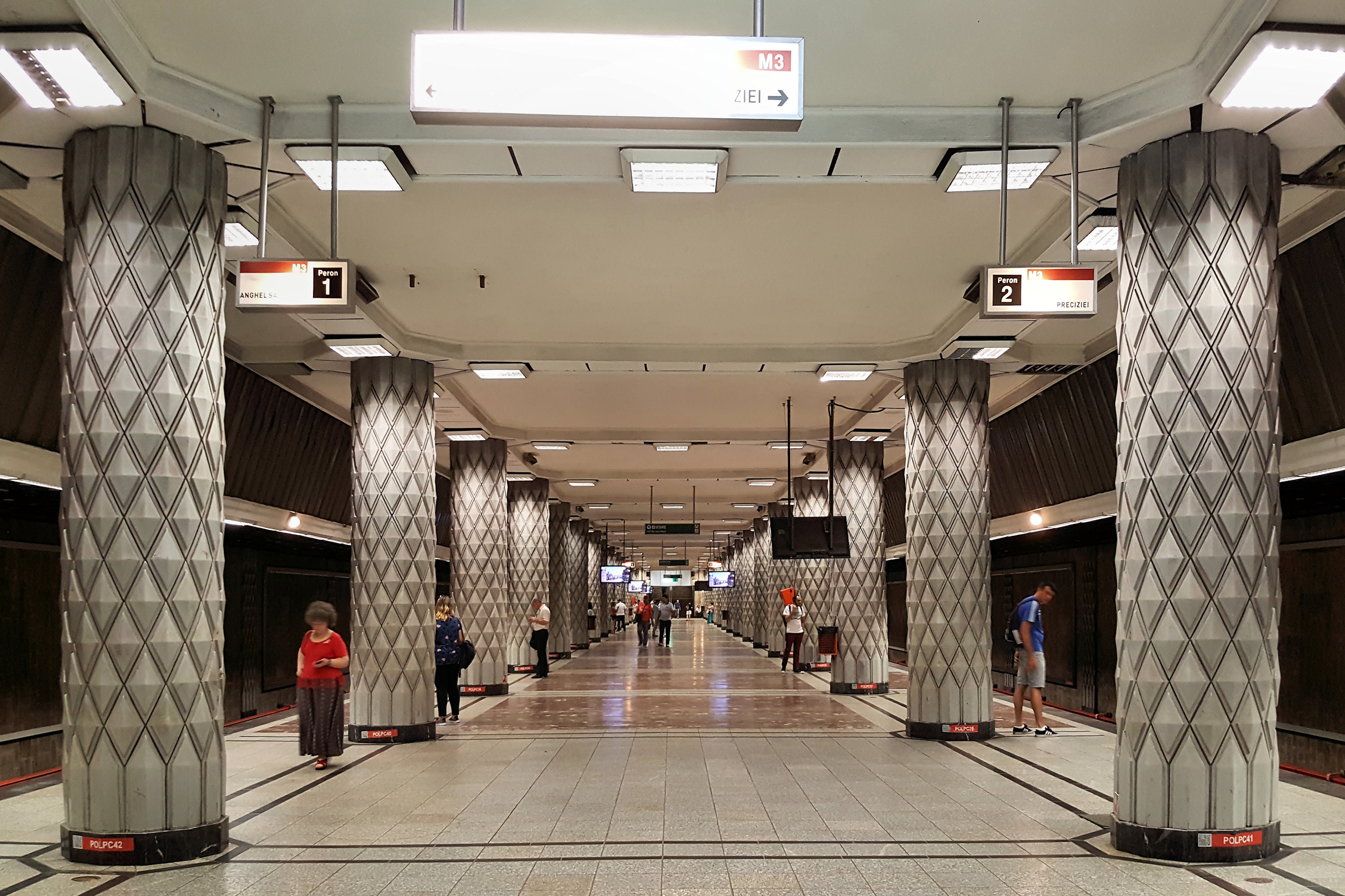
La stazione Politehnica sulla linea M3

Preciziei ↔ Păcii ↔ Gorjului ↔ Lujerului ↔ Politehnica ↔ Eroilor [M1] ↔ Izvor ↔ Piaţa Unirii 1 [M2] ↔ Timpuri Noi ↔ Mihai Bravu ↔ Dristor 1 ↔ Nicolae Grigorescu [M1] ↔ 1 Decembrie 1918 ↔ Nicolae Teclu ↔ Anghel Saligny
 Linea M4 

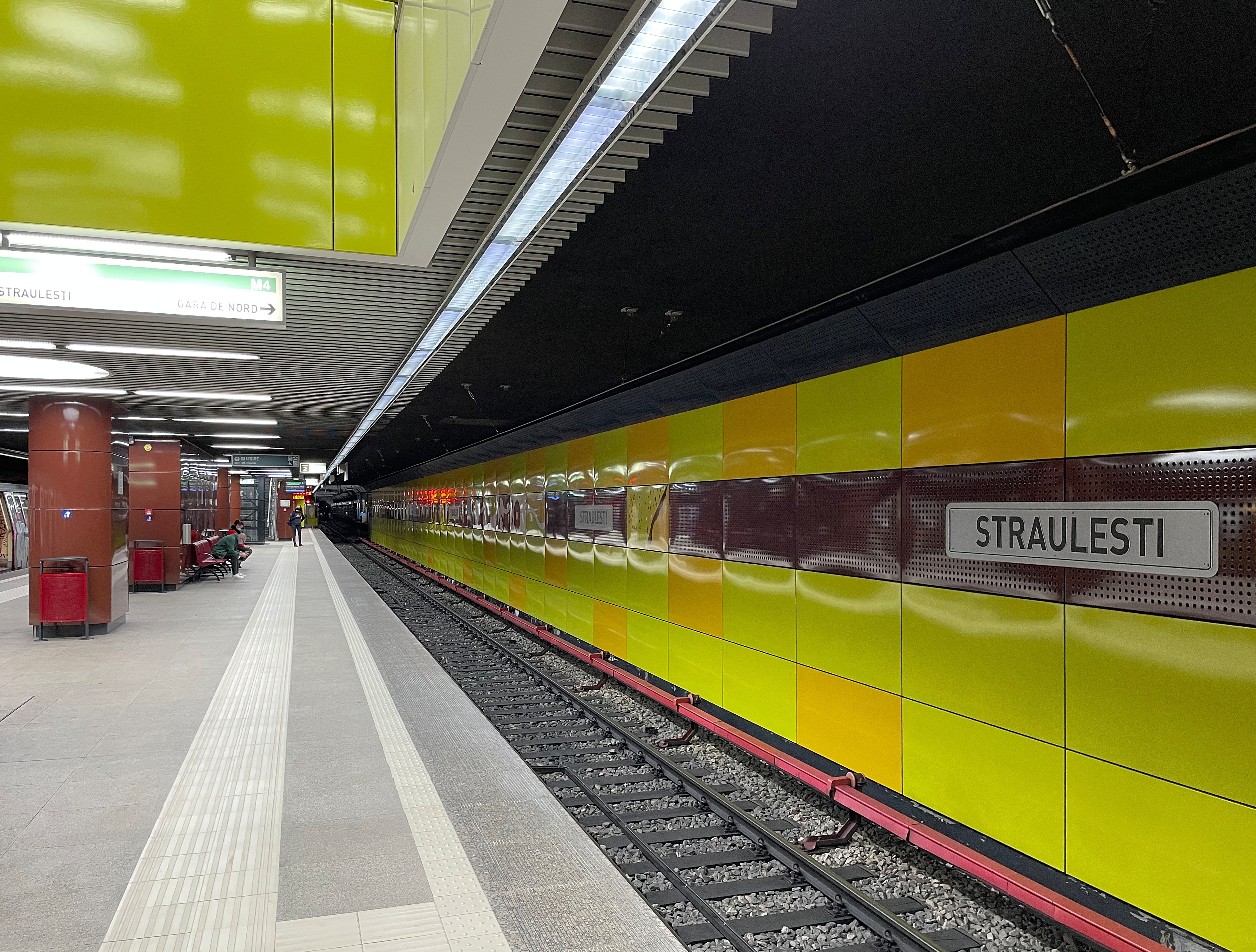
La stazione Străulești sulla linea M4

Gara de Nord 2 ↔ Basarab 2 [M1] ↔ Griviţa ↔ 1 Mai ↔ Jiului ↔ Parc Bazilescu ↔ Laminorului ↔ Străulești
Dal 2011 al 2017 linea M4 ha visto il prolungamento a Nord con 3 nuove stazioni: Parc Bazilescu, Laminorului e Străulești.
 Linea M5 

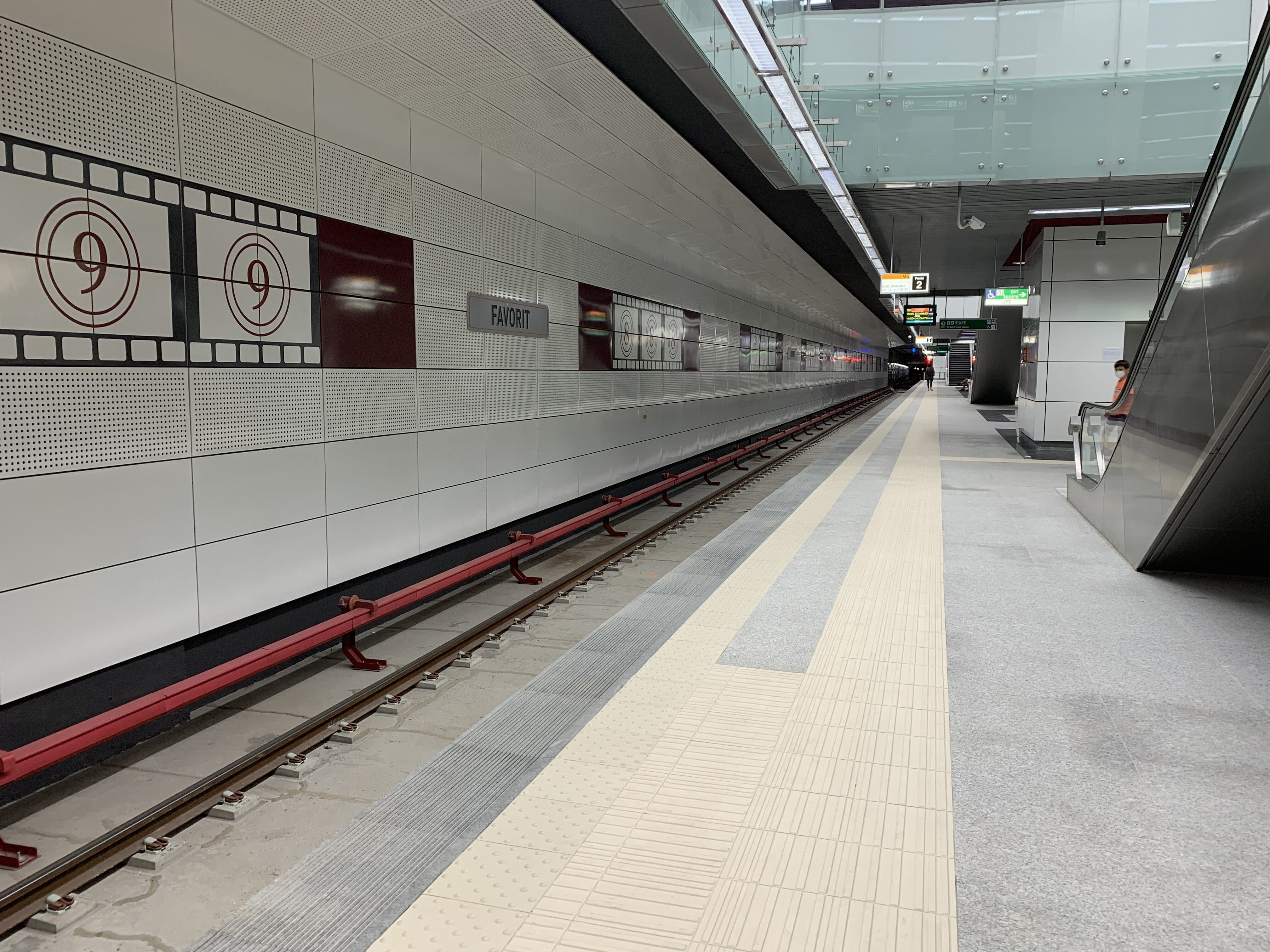
La stazione Favorit nel 2021

Râul Doamnei ↔ Brâncuşi ↔ Romancierilor ↔ Parc Drumul Taberei ↔ Drumul Taberei 34 ↔ Favorit ↔ Orizont ↔ Academia Militară ↔ Eroilor 2 [M3] [M1] ↔ Haşdeu ↔ Cişmigiu ↔ Universitate [M2] ↔ Piaţa Iancului ↔ Pantelimon
Nel 2011 sono iniziati i lavori per la costruzione della quinta linea, che attraverserà la città da est a ovest partendo dalla stazione di Pantelimon fino a Râul Doamnei, attraversando anche il centro cittadino. Il 15 settembre 2020 è stato inaugurato il primo tratto da Râul Doamnei a Eroilor.

## Parco rotabile

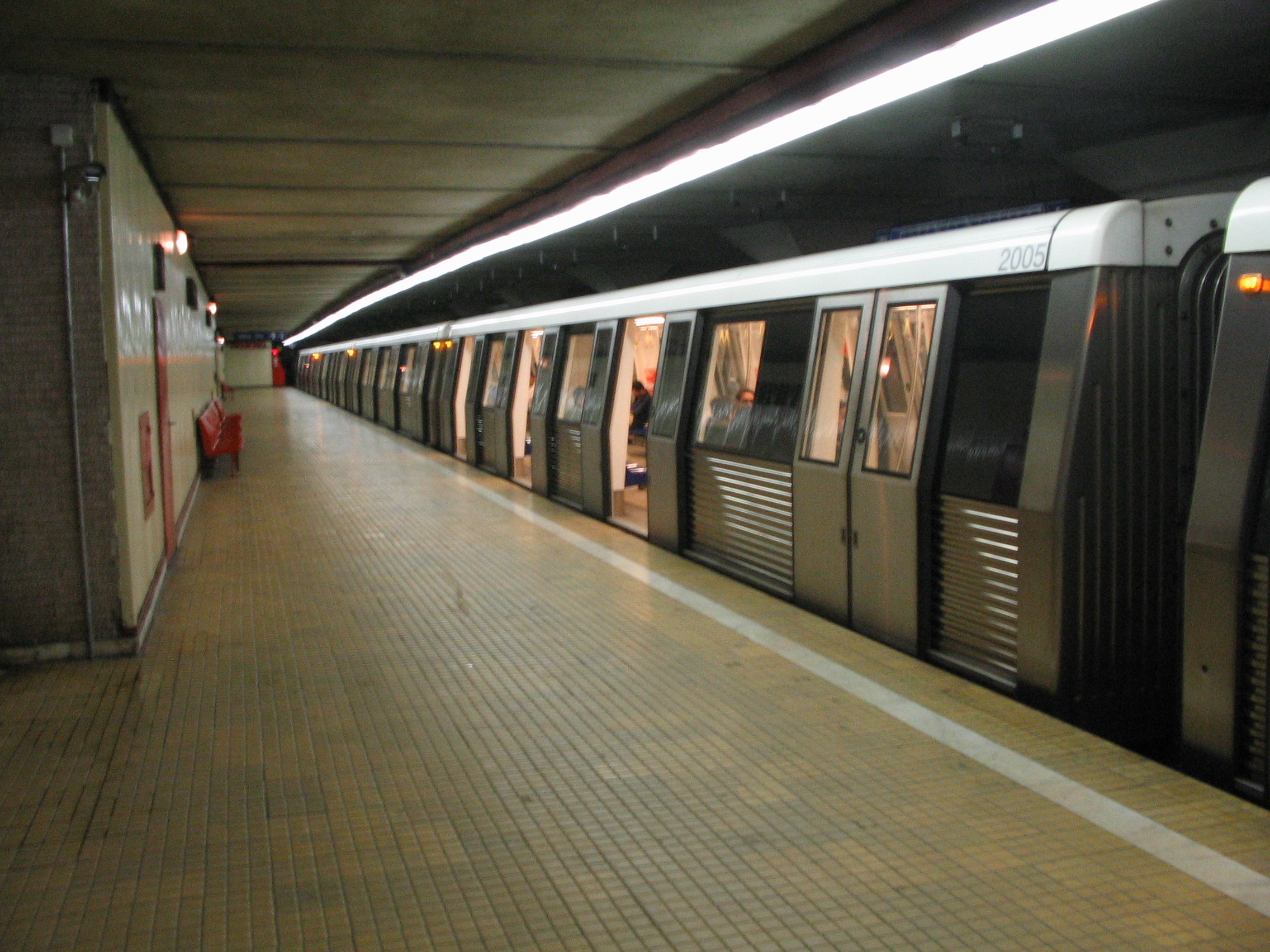
Treno Bombardier Movia 346 fermo alla stazione Pipera

Fanno parte della flotta aziendale della Metrorex, il gestore della metro di Bucarest:
- ASTRA IVA – 31 convogli costruiti ad Arad dal 1978 al 1993 (in ritiro entro il 2021), usati sulla M3 e M4
- Bombardier Movia 346 – 44 convogli (264 carrozze), costruiti dal 2002 al 2008 (in arrivo altri 10), usati sulla M1, M2, M3 e M5;
- CAF – 24 convogli (144 carrozze), costruiti tra il 2013 e il 2016, usati sulla M2;
- Alstom Metropolis – 31 convogli ordinati e in arrivo nel corso del 2024 destinati alla M5[7].

I vecchi convogli ASTRA IVA sono per la maggior parte andati in rottamazione.
I convogli funzionano a 750 V in corrente continua e l'alimentazione è a terzo binario oppure tramite catenaria nei depositi. La velocità massima è di 80 km/h.

## Utilizzo

### Biglietti e tariffe

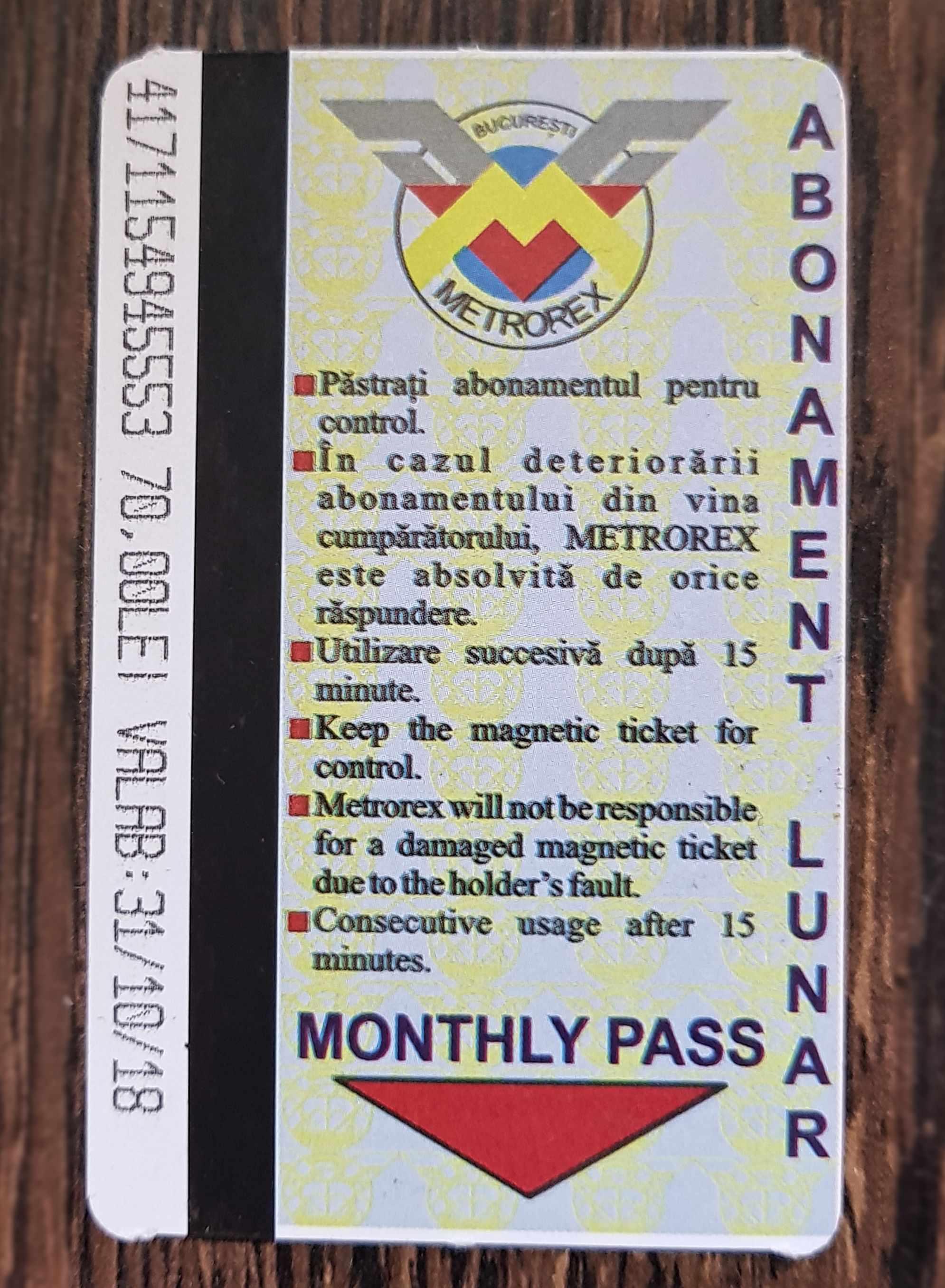
Un biglietto mensile

L'utilizzo della metropolitana è consentito mediante passaggio nei tornelli con un biglietto a banda magnetica o contactless.
Tariffe:
- Biglietto per 1 corsa: 5 Lei (1,01 €)
- Biglietto per 2 corse: 10 Lei (2,01 €)
- Biglietto per 10 corse: 40 Lei (8,04 €)
- Biglietto giornaliero: 12 Lei (2,41 €)
- Biglietto da 72 ore: 35 Lei (7,04 €)
- Biglietto settimanale: 45 Lei (9,05 €)
- Biglietto mensile: 100 Lei (20,11 €)
- Gratuito per le persone con più di 70 anni di età e studenti

Aggiornato al 9 gennaio 2024
Sono disponibli dei biglietti orari e abbonamenti validi per la metropolitana, sui mezzi pubblici di superficie gestiti da STB e sulle ferrovie.

### Orari
I mezzi circolano dalle ore 05:00 alle 23:30 dal lunedì alla domenica.
|             | M1      | M1      | M2      | M2      | M3      | M3      | M4      | M4      |  |
|             | Lun-Ven | Sab-Dom | Lun-Ven | Sab-Dom | Lun-Ven | Sab-Dom | Lun-Ven | Sab-Dom |  |
| 5:00-6:30   | 10 min  | 12 min  | 10 min  | 10 min  | 10 min  | 10 min  | 12 min  | 12 min  |  |
| 6:30-9:00   | 8 min   | 10 min  | 9 min   | 9 min   | 8 min   | 10 min  | 10 min  | 10 min  |  |
| 9:00-14:00  | 10 min  | 10 min  | 9 min   | 9 min   | 10 min  | 10 min  | 12 min  | 12 min  |  |
| 14:00-19:00 | 8 min   | 10 min  | 9 min   | 9 min   | 8 min   | 10 min  | 12 min  | 12 min  |  |
| 19:00-21:30 | 12 min  | 10 min  | 9 min   | 9 min   | 12 min  | 10 min  | 12 min  | 12 min  |  |
| 21:30-23:30 | 12 min  | 12 min  | 15 min  | 15 min  | 12 min  | 12 min  | 15 min  | 15 min  |  |

## Progetti

### Prolungamenti
- Linea M2: dopo l'apertura della nuova stazione Tudor Arghezi nel corso del 2023[9][10] è discussione un progetto di estensione estensione verso il comune di Berceni, oltre la tangenziale esterna.
- Linea M3: è previsto il prolungamento ad Ovest sino a Carefour Militari, con 2 nuove stazioni.
- Linea M4: è previsto un prolungamento da Gara de Nord fino a Gara Progresul a sud.[11]
- Linea M5: è stata approvata l'estansione di 9.2 km fino a Pantelimon.[12]

### Nuove linee

#### Linea M6
La nuova linea M6, già in parte finanziata, collegherà l'aeroporto di Bucarest-Henri Coandă con la stazione ferroviaria Gara de Nord e avrà 12 stazioni, per una lunghezza totale di 14,2 km. Avrà un interscambio con la Linea M4 presso la stazione 1 Mai. Avrà le stazioni di Pajura, Expoziţiei, Piaţa Montréal, Gara Băneasa, Aeroport Băneasa, Tokyo, Washington, Paris, Bruxelles, Otopeni, I.C. Brătianu e Aeroportul Otopeni.
L'8 marzo 2022 è stata approvata la realizzazione del primo lotto da 1 Mai alla stazione Tokyo per un totale di 6,6 km con un costo di circa 242 milioni di euro.

### Linea M7
Il 25 giugno 2025, il Comune di Bucarest ha avviato l’iter di finanziamento per la realizzazione della nuova linea M7 della metropolitana, che collegherà Bragadiru a Voluntari. Il tracciato, lungo 13 chilometri, attraverserà la città da sud-ovest a nord-est e comprenderà 15 stazioni.